# Fahrtgebiet
Unter Fahrtgebiet versteht man in der Schifffahrt ein durch einen oder mehrere Reeder festgelegtes, geographisch abgegrenztes Einsatzgebiet in der Seeschifffahrt. Das Fahrtgebiet ist nicht identisch mit dem Fahrtbereich. Dieser schließt das Fahrtgebiet ein.
In der Vergangenheit wurden folgende Fahrtgebiete ausgehend von Nord- und Ostseehäfen definiert (Auswahl):
- Levante mit Häfen im südlichen Mittelmeer
- Nord-/Ostsee mit Häfen im Baltikum, Skandinavien und Benelux
- Nordkontinent u. a. mit den Häfen Le Havre, Felixstowe, Antwerpen, Rotterdam, Bremerhaven und Hamburg
- Mexico/US-Golf mit den Häfen Veracruz, Houston, New Orleans, Tampa
- SAWK (Südamerika-Westküste) mit den Häfen Colón (Cristobal), Buenaventura, Guayaquil, Callao, Arica, Antofagasta und Valparaíso
- Große Seen mit den Häfen Québec, Montreal, Toronto, Detroit, Milwaukee und Chicago
- Rotes Meer mit den Häfen Aqaba, Dschiddah, al-Hudaida, Port Sudan

Allgemeiner kann man heute in der weltweiten Schifffahrt Fahrtgebiete zwischen den Kontinenten unterscheiden (z. B. Europa–Asien, Europa–Nordamerika Ostküste).